# Los Angeles Lakers 2013-2014
La stagione 2013-14 dei Los Angeles Lakers fu la 68ª per la franchigia, la 65ª nella NBA e la 54ª a Los Angeles.

## Scelta draft
| Giro | Chiamata | Giocatore  | Ruolo | Nazionalità | College/Club     |
| ---- | -------- | ---------- | ----- | ----------- | ---------------- |
| 2    | 48       | Ryan Kelly | AG    | Stati Uniti | Duke Blue Devils |

### Arrivi/partenze
Mercato e scambi avvenuti durante la stagione:
Arrivi
| N° | Naz.                   | Ruolo | Sportivo        | Anno | Alt. | Peso |
| -- | ---------------------- | ----- | --------------- | ---- | ---- | ---- |
| 0  | Stati Uniti (bandiera) | G     | Nick Young      | 1985 | 201  | 95   |
| 1  | Stati Uniti (bandiera) | G     | Jordan Farmar   | 1986 | 188  | 82   |
| 2  | Germania (bandiera)    | A     | Elias Harris    | 1989 | 203  | 108  |
| 3  | Stati Uniti (bandiera) | AP    | Shawne Williams | 1986 | 206  | 102  |
| 6  | Stati Uniti (bandiera) | AG    | Ryan Kelly      | 1991 | 211  | 103  |
| 7  | Stati Uniti (bandiera) | G     | Xavier Henry    | 1991 | 198  | 100  |
| 9  | Stati Uniti (bandiera) | C     | Chris Kaman     | 1982 | 213  | 120  |
| 11 | Stati Uniti (bandiera) | G     | Wesley Johnson  | 1987 | 201  | 98   |

Partenze
| N° | Naz.                   | Ruolo | Sportivo            | Anno | Alt. | Peso |
| -- | ---------------------- | ----- | ------------------- | ---- | ---- | ---- |
| 0  | Stati Uniti (bandiera) | G     | Andrew Goudelock    | 1991 | 191  | 88   |
| 1  | Stati Uniti (bandiera) | G     | Darius Morris       | 1991 | 193  | 86   |
| 3  | Stati Uniti (bandiera) | G     | Devin Ebanks        | 1989 | 206  | 98   |
| 4  | Stati Uniti (bandiera) | AG    | Antawn Jamison      | 1976 | 206  | 107  |
| 6  | Stati Uniti (bandiera) | AG    | Earl Clark          | 1988 | 208  | 102  |
| 7  | Stati Uniti (bandiera) | G     | Darius Johnson-Odom | 1989 | 188  | 98   |
| 12 | Stati Uniti (bandiera) | C     | Dwight Howard       | 1985 | 211  | 120  |
| 15 | Stati Uniti (bandiera) | AP    | Metta World Peace   | 1979 | 201  | 118  |
| 21 | Stati Uniti (bandiera) | P     | Chris Duhon         | 1982 | 185  | 86   |

## Roster
| N° | Naz.                   | Ruolo | Sportivo         | Anno | Alt. | Peso \|\| |
| -- | ---------------------- | ----- | ---------------- | ---- | ---- | --------- |
| 0  | Stati Uniti (bandiera) | G     | Nick Young       | 1985 | 198  | 91        |
| 1  | Stati Uniti (bandiera) | G     | Jordan Farmar    | 1986 | 188  | 82        |
| 2  | Stati Uniti (bandiera) | G     | MarShon Brooks   | 1989 | 196  | 91        |
| 2  | Germania (bandiera)    | A     | Elias Harris     | 1989 | 203  | 108       |
| 3  | Stati Uniti (bandiera) | G     | Manny Harris     | 1989 | 196  | 84        |
| 3  | Stati Uniti (bandiera) | AP    | Shawne Williams  | 1986 | 206  | 102       |
| 4  | Stati Uniti (bandiera) | AG    | Ryan Kelly       | 1991 | 211  | 104       |
| 5  | Stati Uniti (bandiera) | P     | Steve Blake      | 1980 | 191  | 78        |
| 6  | Stati Uniti (bandiera) | G     | Kent Bazemore    | 1989 | 196  | 91        |
| 7  | Stati Uniti (bandiera) | G     | Xavier Henry     | 1991 | 198  | 100       |
| 9  | Stati Uniti (bandiera) | C     | Chris Kaman      | 1982 | 213  | 120       |
| 10 | Canada (bandiera)      | P     | Steve Nash (C)   | 1974 | 187  | 81        |
| 11 | Stati Uniti (bandiera) | AP    | Wesley Johnson   | 1985 | 201  | 93        |
| 12 | Stati Uniti (bandiera) | P     | Kendall Marshall | 1991 | 193  | 88        |
| 16 | Spagna (bandiera)      | AC    | Pau Gasol (C)    | 1980 | 213  | 113       |
| 20 | Stati Uniti (bandiera) | G     | Jodie Meeks      | 1987 | 193  | 94        |
| 24 | Stati Uniti (bandiera) | G     | Kobe Bryant (C)  | 1978 | 198  | 93        |
| 27 | Stati Uniti (bandiera) | AG    | Jordan Hill      | 1987 | 208  | 107       |
| 50 | Canada (bandiera)      | C     | Robert Sacre     | 1989 | 213  | 118       |

### Staff tecnico
- Allenatore: Mike D'Antoni
- Vice-allenatori: Dan D'Antoni, Kurt Rambis, Johnny Davis
- Vice-allenatori per lo sviluppo dei giocatori: Mark Madsen, Larry Lewis
- Preparatore atletico: Gary Vitti

## Preseason
| Arbitri: | Rodney Mott Mark Ayotte JT Orr |

|          |          |             |
| Henry 29 | Punti    | 26 Thompson |
| Farmar 7 | Assist   | 5 Lee       |
| Kaman 10 | Rimbalzi | 12 Bogut    |

| Arbitri: | Bill Spooner Derek Richardson Scott Twardoski |

|          |          |                     |
| Henry 15 | Punti    | 15 Lawson, Hamilton |
| Blake 7  | Assist   | 6 Lawson            |
| Sacre 8  | Rimbalzi | 10 Lawson           |

| Arbitri: | Bill Kennedy Haywoode Workman Josh Tiven |

|          |          |                    |
| Blake 16 | Punti    | 14 McGee           |
| Nash 5   | Assist   | 5 Lawson, Fournier |
| Hill 12  | Rimbalzi | 10 Faried, Hickson |

| Arbitri: | Eric Lewis Matt Boland Marat Kogut |

|                   |          |            |
| Young 17          | Punti    | 18 Outlaw  |
| Gasol 5           | Assist   | 9 Thomas   |
| Kaman, Williams 6 | Rimbalzi | 12 Cousins |

| Arbitri: | Ken Mauer Tre Maddox Gary Zielinski |

|          |          |          |
| Young 18 | Punti    | 31 Lee   |
| Blake 8  | Assist   | 7 Curry  |
| Kaman 10 | Rimbalzi | 14 Bogut |

| Arbitri: | Ken Mauer Gary Zielinski Tre Maddox |

|             |          |          |
| Thompson 25 | Punti    | 16 Gasol |
| Iguodala 14 | Assist   | 6 Blake  |
| Iguodala 7  | Rimbalzi | 7 Gasol  |

| Arbitri: | Ron Garretson Tony Brown Justin VanDayne |

|                        |          |           |
| Farmar 20              | Punti    | 18 Cook   |
| Young 4                | Assist   | 6 Burks   |
| Blake, Nash, Johnson 6 | Rimbalzi | 13 Favors |

| Arbitri: | Rodney Mott Leroy Richardson Scott Twardoski |

|                  |          |                   |
| Blake 19         | Punti    | 18 Hayward, Burks |
| Gasol 7          | Assist   | 6 Hudson          |
| Wesley Johnson 9 | Rimbalzi | 9 Gobert          |

## Stagione regolare
| Arbitri: | Dan Crawford Eric Lewis Kevin Scott |

|              |          |            |
| Henry 22     | Punti    | 19 Griffin |
| Farmar 6     | Assist   | 11 Paul    |
| Pau Gasol 13 | Rimbalzi | 11 Jordan  |

| Arbitri: | Scott Foster Gary Zielinski Haywoode Workman |

|                       |          |                 |
| Thompson 38           | Punti    | 14 Meeks, Henry |
| Curry 6               | Assist   | 5 Farmar        |
| Lee, Bogut, Speight 8 | Rimbalzi | 7 Gasol, Hill   |

### Classifica per divisione

#### Pacific Division
|    | Classifica       | V  | P  | %    |
| -- | ---------------- | -- | -- | ---- |
| 1. | L.A. Clippers    | 26 | 13 | 66,7 |
| 2. | G.S. Warriors    | 25 | 14 | 64,1 |
| 3. | Phoenix Suns     | 21 | 14 | 60,0 |
| 4. | L.A. Lakers      | 14 | 23 | 37,8 |
| 5. | Sacramento Kings | 12 | 22 | 35,3 |

### Classifica per conference

#### Western Conference
|     | Classifica          | V  | P  | %    |
| --- | ------------------- | -- | -- | ---- |
| 1.  | San Antonio Spurs   | 28 | 8  | 77,8 |
| 2.  | Portland T. Blazers | 27 | 9  | 75,0 |
| 3.  | Oklahoma Thunder    | 27 | 9  | 75,0 |
| 4.  | L.A. Clippers       | 26 | 13 | 66,7 |
| 5.  | G.S. Warriors       | 25 | 14 | 64,1 |
| 6.  | Houston Rockets     | 23 | 14 | 62,2 |
| 7.  | Phoenix Suns        | 21 | 14 | 60,0 |
| 8.  | Dallas Mavericks    | 21 | 16 | 56,8 |
|     |                     |    |    |      |
| 9.  | Denver Nuggets      | 18 | 17 | 51,4 |
| 10. | Minnesota T'wolves  | 18 | 18 | 50,0 |
| 11. | Memphis Grizzlies   | 16 | 19 | 45,7 |
| 12. | N.O. Pelicans       | 15 | 20 | 42,9 |
| 13. | L.A. Lakers         | 14 | 23 | 37,8 |
| 14. | Sacramento Kings    | 12 | 22 | 35,3 |
| 15. | Utah Jazz           | 12 | 26 | 31,6 |